# Califórnia kommun, Brasilien
Califórnia är en kommun i Brasilien.   Den ligger i delstaten Paraná, i den södra delen av landet, 900 km söder om huvudstaden Brasília. Antalet invånare är 8 069.
Trakten runt Califórnia består till största delen av jordbruksmark. Runt Califórnia är det ganska glesbefolkat, med 25 invånare per kvadratkilometer.